# Aero Boero
Aero Boero S.A. foi uma empresa fabricante de aviões monomotores da Argentina, empregados em treinamento de pilotos e outras utilidades. Fundada em 1956 pelos irmãos Hector e Caesar Boero, na cidade de Morteros, na província de Córdoba. Produziu aeronaves civis leves e aeronaves para agricultura, mas a partir do ano 2000, em função de vários fatores, passou a se dedicar à fabricação de peças e manutenção de aeronaves, antes de encerrar definitivamente as atividades.

## História
A empresa teve como primeiro nome Aero Talleres Boero, sendo dedicada a manutenção aeronáutica, fazendo serviços para a aviação geral e aviação agrícola. Muitas das tarefas de manutenção demonstraram-se ser tão laboriosas que, em muitos casos, era mais simples construir uma aeronave do zero, esta ideia levou a estes empreendedores a pensar em projetar e construir suas próprias aeronaves.
Desde que seu primeiro modelo, o AB-95, começou a sair das linhas de produção, a empresa se baseou na construção de aeronaves de treinamento e utilitárias para uso civil, agrícola e governamental. Sua produção foi exportada para o Chile, Uruguai e Brasil. 

## Aero Boero no Brasil
Entre os anos de 1987 e 1994 o governo brasileiro adquiriu 366 aeronaves Aero Boero, cedendo-as às escolas de aviação do país. Os equipamentos representavam 66% da frota de aviões de instrução do governo brasileiro, entretanto, em 2016 apenas 128 estavam em condições de voo.

## Modelos
- Aero Boero AB-95
- Aero Boero AB-115
- Aero Boero AB-150
- Aero Boero AB-180
- Aero Boero AB-210
- Aero Boero AB-260
- Aero Boero 260AG